# Quiosque no Largo Mompilher
O Quiosque no Largo Mompilher é um antigo quiosque na freguesia da Vitória, cidade do Porto, em Portugal.

## Caracterização
O Quiosque no Largo Mompilher está classificado como Imóvel de Interesse Municipal, na sequência do decreto 2/96, publicado no Diário da República de 6 de Março.
Isolado no largo que lhe confere a designação, o quiosque vermelho destaca-se pelas suas linhas arquitectónicas singulares, em cujas faces se rasgam uma porta com portada de madeira e duas janelas com grades. O quiosque de Mompilher é uma construção de madeira, com planta hexagonal, e cobertura de inspiração oriental, desenhada à semelhança dos pagodes chineses, o que lhe acentua a verticalidade.

## História
As últimas décadas do século XIX e as primeiras do século seguinte foram pródigas na construção de quiosques na cidade do Porto. Uma situação que se compreende à luz da vida social e urbana da época, em que estas micro-arquitecturas eram ponto de encontro preferencial para escritores, poetas, intelectuais ou aristocratas. A função comercial que desde sempre lhes foi inerente mantém-se nos dias de hoje, embora as bebidas, as frutas e as flores tendam a ser substituídas essencialmente por revistas e jornais.
O quiosque de Mompilher foi construído nos anos trinta do século XX e em substituição de um outro de ferro que existia no largo desde 1910,